# 의정부 전투 (1951년)
의정부 전투는 1951년 1월 1일부터 1월 4일까지 대한민국 의정부에서 발발한 전투였다. 유엔 사령부는 중국인민지원군의 연이은 공세로 철수하고 있었다. 왕립 오스트레일리아 연대 제3대대가 서울 북방을 방어하며 유엔군의 철수를 지원하고 있었고, 미국 제8군이 안전하게 후퇴할 수 있도록 돕는 임무를 맡고 있었다. 유엔군의 지연 작전은 성공적으로 끝났다.

## 배경

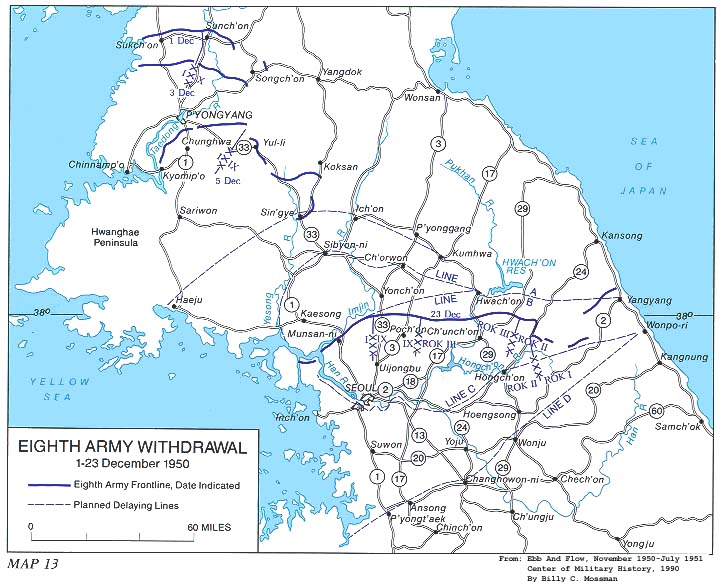
중국군의 개입 이후 미국 제8군의 철수

중국인민지원군이 1950년 11월 25일 청천강 전투를 시작으로 유엔군을 공격하면서, 유엔은 북한에서 철수하기 시작했다. 서울 북방의 방어선에서 제27보병여단은 유엔군의 선봉을 맡아 서울으로부터 북쪽으로 20 km 떨어진 의정부 협곡에서 중국인민지원군의 공격을 저지하려고 했다.

## 전투

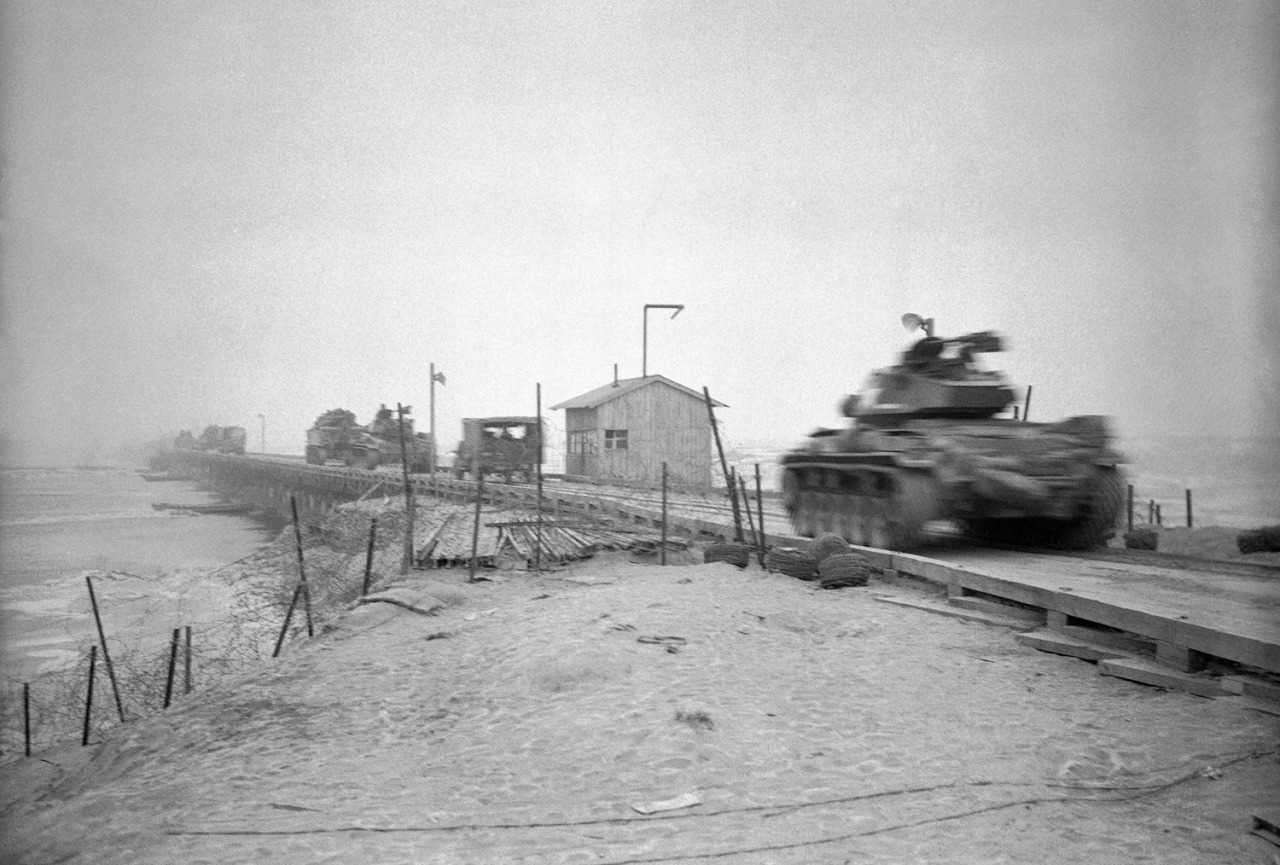
의정부 전투 이후 한강 남쪽으로 이동 중인 전차

제27보병연대는 1951년 1월 1일 미국 제8군의 철수로에 배치되었다. 독천에서 대부분의 부대가 격멸한 오스트레일리아 제3대대는 의정부 남쪽으로 철수하라는 명령을 받았다. 남쪽으로 철수하는 동안 오스트레일리아 대대는 중국인민지원군의 사격을 받았고, 지휘 부대는 중국인민지원군의 도로 장애물을 지나가는 도중 1명이 부상을 입었다. 제3대대의 A 중대와 C 중대는 도로를 정리하던 중 7명이 죽고 4명이 부상을 입었다.
1월 2일 재집결한 제3대대는 서울 북쪽을 순찰하고 제1미들섹스연대와 함께 서울 북방에 교두보를 마련하는 것이었다. 아길 앤 서덜랜드 하일랜드 연대는 한강 북쪽의 주요 교량들을 보호하는 것이 임무였다. 1월 3일 제3대대는 독천으로 다시 파견되어 미국 제8군의 마지막 부대의 호위를 맡았다. 오후 11시 30분, 왕립 오스트레일리아 제3대대 D 중대가 중국인민지원군 순찰대로부터 공격을 받아 4명이 부상을 입었지만, 야간 공격은 격전 끝에 오스트레일리아군의 승리로 끝났다. 1월 4일 오전 5시 30분 제3대대는 중국인민지원군에게 도로가 차단되는 것을 방지하기 위해 본부를 철수시켰다. 중국군의 공격은 그 이후로 없었고, 오스트레일리아군은 서울 쪽으로 철수했다. 1월 4일 오후 8시에 오스트레일리아 제3대대는 한강을 건너 남쪽으로 철수하라는 명령을 받았다.

## 여파
의정부 및 그 교외에서의 전투로 미국 제8군은 서울에서 철수할 수 있었다. 중국인민지원군은 7명이 사망했고, 부상자 수는 알 수 없다. 오스트레일리아군은 총 9명이 부상을 입었다. 아길 앤드 서덜랜드 하일랜더 여단 제1대대는 서울에 마지막으로 주둔한 유엔군 부대였고, 왕립 오스트레일리아 연대 제3대대는 유엔군 부대 중 마지막으로 한강을 건넜다. 이후 한강의 교량들은 미군 공병들이 폭파했다.

### 참고
- Coulthard-Clark, Chris (2001). 《The Encyclopaedia of Australia's Battles》. St Leonards: Allen and Unwin. ISBN 1-86508-634-7.
- Odgers, George (2009). 《Remembering Korea: Australians in the War of 1950–53》. Chatswood: New Holland Publishers (Australia). ISBN 978-1-74110-807-1.